# CODE1515
「CODE1515」（コード イチゴーイチゴー）は、2020年5月10日から毎週日曜日24:00にBSフジで放送されていたオリジナルテレビドラマ。
原案・脚本は杉本達。主演は和田琢磨。
当初、2020年4月26日から放送予定されていたが、新型コロナウイルス感染拡大の影響で放送日が二週間延期され5月10日から放送がスタートした。
放送終了直後からアフタートーク生配信をYoutubeで行っている。
新型コロナウイルスの影響と作品の別プロジェクトの準備の為に最終話が2020年秋に延期される事が告知されている。
最終話は2020年9月27日に放送された。

## あらすじ

### 未来人 出現ルール
空中から落ちてくる鞄の中の人形から得た暗号を解き明かすと、ある場所が判明する。その場所に15時15分に未来人は突如出現。1分間だけ今にいられ、1分後には強制的に未来に送り帰らされる。

### やり直し ルール
未来人と出会った場所で72時間後に起こる事を
やり直したいと未来人から伝えられる。

### 謎の人形 出現ルール
一回目を除き、希望たちが「やり直し」を成功させるとその夜に突然、空中から鞄が落下してきて、その中に人形が入っている。落下にはモスキート音の予兆があり、ほとんどの場合蜂須賀のみが、その予兆に気づく。一回目に人形を発見したのは希望、巧、蜂須賀。二回目は希望、巧、蜂須賀、延原が発見。三回目、四回目は蜂須賀のみが発見する。5回目は希望、勇気、延原が発見。出現する度に腕のUSBポートは5個から1個ずつ減っていく。

### 謎の人形がもたらす暗号
人形のUSBポートからDLした暗号を勇気が解明する。
最初の暗号…「1515  35.38516  139.4981」
二個目の暗号…「KASUKABE-IKEBUKURO 1
　　　　　　　　　0 〇 〇 2 3 〇 8 13 21 34 55」
三個目の暗号…
| 桜 | 牧 | 感 | 激 | 疑 | 心 | 暗 | 鬼 | 川 | 面 |
| 面 | 場 | 用 | 意 | 機 | 関 | 車 | 大 | 白 | 望 |
| 談 | 鸚 | 鵡 | 準 | 備 | 紙 | 丘 | 銀 | 無 | 遠 |
| 総 | 百 | 無 | 機 | 質 | 一 | 南 | 杏 | 垢 | 鏡 |
| 本 | 花 | 鳳 | 凰 | 回 | 重 | 因 | 果 | 応 | 報 |
| 山 | 繚 | 芸 | 中 | 帰 | 不 | 可 | 逆 | 平 | 和 |
| 流 | 乱 | 術 | 遊 | 曼 | 分 | 学 | 目 | 的 | 才 |
| -- | -- | -- | -- | -- | -- | -- | -- | -- | -- |
| 鏑 | 苦 | 楽 | 戯 | 荼 | 相 | 絶 | 徹 | 底 | 色 |
| 馬 | 不 | 浄 | 屋 | 羅 | 応 | 対 | 上 | 睡 | 兼 |
| 世 | 界 | 花 | 鳥 | 風 | 月 | 隠 | 密 | 眠 | 備 |

四個目の暗号…（過去に話題となったパズルブック「マスカレード」のような絵本の挿絵）
五個目の暗号…数独のような図表。
これ単独で暗号は解けず、希望の過去の事故から数字を拾い解読することが出来る。
その際に15時15分は希望家族の事故の時間だったことが判明する。

## キャスト

### 主人公
星奈希望（ほしな のぞみ）
演 - 和田琢磨

### チャンネル88 スタッフ
昴巧（すばる たくみ）
演 - 陳内将
橘俊作（たちばな しゅんさく）
演 - 赤澤燈
蜂須賀煌（はちすか こう）
演 - 校條拳太朗
延原賢一（のぶはら けんいち）
演 - 佐奈宏紀
青砥祥太郎（あおと しょうたろう）
演 - 高佐一慈（ザ・ギース）
久地浦一（くちうら はじめ）
演 - 内海大輔

### 希望の関係者
麻月勇気（あさつき ゆうき）
演 - 安里勇哉
星奈祈里（ほしな いのり）
演 - 松澤可苑  　　
希望の妹。
ある夏休みに家族旅行に出かけるが事故に巻き込まれ、以降意識不明の状態になる。

### その他
富安秀文（とみやす ひでふみ）
演 - 尾関高文（ザ・ギース）
企画プレゼンに熱中するあまり、よく青砥を見失う。
謎の人形（なぞのにんぎょう）
演 - 河内美里
突然、空中から落ちてくる鞄の中に入っている謎の人形。腕には5つのUSBポートがあり、希望たちはそこからデータをDLし暗号を入手する。そのUSBポートは出現する度に減っていく。第5話では一瞬、目を開けた。

## ゲスト

### 第1話 episode S
和田選手（わだせんしゅ）
演 - 溝口琢矢
東京2020オリンピック 代表最終予選で0.1秒差で負けた過去を持つ水泳選手。その最終予選レースでコーチに嘘をつき、ケガを隠して出場したことを悔やんでいる。コーチに嘘をつかずにレースに出たいという「やり直し」を希望たちに依頼する。

### 第2話、第3話 episode H-1.H-2
皐月結衣（さつき ゆい）
演 - 清水葉月
2045年、世界的に有名となるハリウッド女優。25年前、2020年の大恋愛で「恋か？仕事か？」の選択により、当時の恋人・健斗と別れたことを悔やんでいる。心にもない言葉が原因で別れてしまった過去の恋愛の「やり直し」を希望たちに依頼する。
山下健斗（やました けんと）
演 - 佐野和真
結衣の恋人。結衣の為に自分の夢であるフランスレストラン開業を諦め、結婚資金を貯めるために別の仕事をしている。

### 第4話、第5話 episode E-1.E-2
中山仁志（なかやま ひとし）
演 - 佐久本宝
麻月勇気の中学時代の親友。優等生を演じている自分に疲れ、自殺を計画する。
佐々木（ささき）
演 - 上田堪大
麻月勇気の中学時代の友人。バスケ部の仲間だった中山の自殺を止められなかったことを悔やんでいる。パワハラが原因とされている中山の自殺を止める「やり直し」を希望たちに依頼する。

### 第6話、第7話 episode T-1.T-2
西幸子（にし さちこ）
演 - 大後寿々花
連続殺人事件を起こした兄を持つ絵本作家。自身の2020年の境遇は最悪のものだが何もやり直したい事は無いという。自分自身に起こったこと全てが自分を強くしてくれたと語り星奈希望に多大なる影響を与える。

### 第8話、第9話 episode t-1.t-2
主婦
演 - 朝見心
夫を踏切事故で亡くした主婦。事故当日、夫にお弁当を渡すのを忘れ追いかけて渡したことが原因で夫はいつも乗る電車の次の電車に乗ることになる。その電車が死傷者40人以上の犠牲者を出す事故を起こす。その日の自分の行動を悔い、やり直しを依頼しに来る。

## スタッフ
- 企画：原大輔
- 原案・脚本：杉本達
- 演出：杉本達（第1話～第5話、第8話～最終話）・倉本朋幸（第6、7話）
- プロデューサー：岡林修平
- 制作協力：LDS
- 制作著作：BSフジ

## 放送日程
| 話数   | 日付           | エピソード  | 監督     | 脚本   |
| ------ | -------------- | ----------- | -------- | ------ |
| 第1話  | 2020年 5月10日 | episode S   | 杉本達   | 杉本達 |
| 第2話  | 5月17日        | episode H-1 | 杉本達   | 杉本達 |
| 第3話  | 5月24日        | episode H-2 | 杉本達   | 杉本達 |
| 第4話  | 5月31日        | episode E-1 | 杉本達   | 杉本達 |
| 第5話  | 6月7日         | episode E-2 | 杉本達   | 杉本達 |
| 第6話  | 6月14日        | episode T-1 | 倉本朋幸 | 杉本達 |
| 第7話  | 6月21日        | episode T-2 | 倉本朋幸 | 杉本達 |
| 第8話  | 6月28日        | episode t-1 | 杉本達   | 杉本達 |
| 第9話  | 7月5日         | episode t-2 | 杉本達   | 杉本達 |
| 最終話 | 9月27日        | episode ∞   | 杉本達   | 杉本達 |

### 放送直後アフタートーク生配信
| 話数   | 日付           | 出演者                                                         |
| ------ | -------------- | -------------------------------------------------------------- |
| 第1話  | 2020年 5月10日 | 和田琢磨・陳内将・安里勇哉・校條拳太朗                         |
| 第2話  | 5月17日        | 和田琢磨・安里勇哉・佐奈宏紀                                   |
| 第3話  | 5月24日        | 陳内将・赤澤燈・内海大輔                                       |
| 第4話  | 5月31日        | 安里勇哉・校條拳太朗・尾関高文（ザ・ギース）                   |
| 第5話  | 6月7日         | 和田琢磨・安里勇哉・高佐一慈（ザ・ギース）                     |
| 第6話  | 6月14日        | 和田琢磨・佐奈宏紀・倉本朋幸                                   |
| 第7話  | 6月21日        | 和田琢磨・安里勇哉・尾関高文（ザ・ギース）                     |
| 第8話  | 6月28日        | 安里勇哉・赤澤燈・高佐一慈（ザ・ギース）尾関高文（ザ・ギース） |
| 第9話  | 7月5日         | 和田琢磨・安里勇哉・校條拳太朗                                 |
| 最終話 | 9月27日        | 和田琢磨・陳内将・安里勇哉                                     |